# 恵み野 (石巻市)
恵み野（めぐみの）は、宮城県石巻市にある町名。現行行政地名は恵み野一丁目から恵み野六丁目。住居表示未実施。

## 地理
石巻市の中央部に位置し、二丁目の北側、三丁目、六丁目は商業施設が中心になっており、その他の区域は住宅街が中心になっている。

## 歴史
- 2014年（平成26年）5月10日 - 蛇田中央土地区画整理事業に伴い、蛇田字芋殻町・蛇田字新金沼・蛇田字新大埣蛇田字太田切・蛇田字大埣・蛇田字福村南の各一部を分離し、恵み野一丁目から恵み野六丁目を設置[4]。

## 世帯数と人口
2018年（平成30年）9月30日現在の世帯数と人口は以下の通りである。
| 丁目         | 世帯数  | 人口    |
| ------------ | ------- | ------- |
| 恵み野一丁目 | 45世帯  | 103人   |
| 恵み野二丁目 | 160世帯 | 440人   |
| 恵み野四丁目 | 167世帯 | 500人   |
| 恵み野五丁目 | 101世帯 | 318人   |
| 恵み野六丁目 | 24世帯  | 67人    |
| 計           | 497世帯 | 1,428人 |

## 小・中学校の学区
市立小・中学校に通う場合、学区は以下の通りとなる。
| 丁目         | 番・番地等 | 小学校             | 中学校             |
| ------------ | ---------- | ------------------ | ------------------ |
| 恵み野一丁目 | 10番地     | 石巻市立向陽小学校 | 石巻市立蛇田中学校 |
| 恵み野一丁目 | その他     | 石巻市立蛇田小学校 | 石巻市立蛇田中学校 |
| 恵み野二丁目 | 全域       | 石巻市立蛇田小学校 | 石巻市立蛇田中学校 |
| 恵み野三丁目 | 全域       | 石巻市立蛇田小学校 | 石巻市立蛇田中学校 |
| 恵み野四丁目 | 全域       | 石巻市立蛇田小学校 | 石巻市立蛇田中学校 |
| 恵み野五丁目 | 全域       | 石巻市立蛇田小学校 | 石巻市立蛇田中学校 |
| 恵み野六丁目 | 全域       | 石巻市立蛇田小学校 | 石巻市立蛇田中学校 |

## 施設
- 石巻警察署蛇田交番
- 仙台法務局石巻支局
- 七十七銀行 蛇田支店
- ニトリ 石巻店
- みやぎ生活協同組合 蛇田店
- ケーズデンキ 石巻本店
- ヨークベニマル 石巻蛇田店
- DCMホーマック 石巻蛇田店
- ヤマダ電機 テックランド石巻店
- カワチ薬品 石巻西店